# Aluzja brzmieniowa
Aluzja brzmieniowa – środek stylistyczny polegający na naśladowaniu fonicznych zjawisk językowych (w przeciwieństwie do onomatopei, która naśladuje brzmienia i dźwięki pozajęzykowe).
Do aluzji brzmieniowej zalicza się imitowanie w rodzimym języku brzmień obcojęzycznych poprzez podrabianie charakterystycznych cech fonicznych języka obcego. Wykorzystywane słowa nie muszą nieść ze sobą znaczeń, dobierane są pod kątem brzmienia. Aluzją brzmieniową nie jest natomiast wykorzystywanie obcych słów w rodzimym języku. Przykład aluzji brzmieniowej:

Tiéwnaja piewùnnica
Miłoj mi raduny!
Zwôniestie, zagôristie
Swietoładi struny!